# Henry Darger
Henry Darger (12 de abril de 1892 - 13 de abril de 1973) fue un escritor e ilustrador estadounidense de carácter reclusivo que vivió como un desconocido en Chicago trabajando en la limpieza. Su mayor logro fue un manuscrito fantástico de 15.143 páginas titulado La Historia de las Vivians, en lo que se conoce como Los Reinos de lo Irreal, sobre la Guerra-Tormenta Glandeco-Angeliniana causada por la Rebelión de los Niños Esclavos, junto con una serie de varios cientos de acuarelas y dibujos que servían como ilustración a dicha historia. Descubierta tras su muerte, la obra de Darger se ha convertido en uno de los ejemplos más sobresalientes de arte marginal.

## Vida
Nació en abril de 1892 en un lugar aún no definido. Cuando tenía cuatro años, su madre murió al dar a luz a una hermana que sería dada en adopción y a la que nunca conocería. Según el propio Darger, su anciano padre lo trató bien hasta que, no siendo capaz de hacerse cargo de él, tuvo que internarlo en un orfanato católico en 1900. 
Darger sería luego trasladado a un hospital psiquiátrico en Illinois siguiendo el dictado de un médico que consideró a este un niño inadaptado. Tras repetidos intentos de fuga, Darger logró escapar a los dieciséis años. Al descubrir que su padre había muerto tres años antes, se desempeñó los siguientes 50 años realizando trabajos manuales. 
Su vida empieza entonces a tomar un patrón fijo. Asistía regularmente a misa, a veces hasta cinco veces al día; recolectaba grandes cantidades de periódicos y revistas de la calle con el fin de recortar ilustraciones para las composiciones de su novela. Apenas se relacionaba con la gente. Su único amigo conocido, William Shloder, compartía con Darger el proyecto de fundar una Sociedad Protectora de los Niños, sin embargo Shloder dejaría Chicago a mediados de los años 1930.
A principios de dicha década, Darger se había instalado en una habitación del North Side de Chicago en la que, cuarenta años más tarde, se descubriría su extraordinaria labor secreta. Los caseros de Darger, Nathan y Kiyoko Lerner, hallaron su obra poco antes de su muerte, ocurrida el 13 de abril de 1973, en un hospicio de las hermanas de la caridad. Por suerte, la pareja supo reconocer la calidad de la misma y se dedicaron a difundirla.
Darger se ha convertido desde entonces en una referencia del arte marginal, siendo su obra una de las más cotizadas dentro de dicha categoría. El American Folk Art Museum inauguró el Centro de Estudios Henry Darger en 2002.

## Obra
La Historia de las Vivians tiene lugar en un gigantesco planeta alrededor del cual gira la Tierra y cuyos habitantes son cristianos, principalmente católicos. El grueso de la narración describe las aventuras de las Vivians, las siete princesas de la Cristiana Nación de Abbiennia, que socorren una rebelión contra el régimen de esclavitud infantil impuesto por los "glandelinianos". Estos últimos tienen un parecido con los soldados confederados de la guerra civil estadounidense (Darger, como su padre, era un experto en dicho tema). Los niños se levantan en armas contra sus opresores y frecuentemente caen asesinados en combate, tras sufrir horribles torturas a manos de los glandelinianos. 
Se cree que esta elaborada mitología se inspiró en Elsie Paroubek, una niña de cinco años estrangulada en 1911 que aparece en la narración bajo el nombre de "Anna Aronburg", cuyo asesinato marca el principio de la rebelión infantil. Al parecer Darger perdió un recorte de periódico dedicado a la noticia, lo cual le generó una gran angustia.
La historia de la rebelión escrita por Darger cuenta con dos finales: en uno las Vivians y la Cristiandad triunfan mientras que en el otro son derrotados a manos de los Glandelinianos.
Darger creó sus ilustraciones en buena medida mediante recortes de revistas populares y libros infantiles. Se le reconoce un don natural para la composición y el uso del color en sus acuarelas. Las escenas de fugas, batallas épicas y escabrosas torturas recuerdan ciertos episodios de la historia cristiana, especialmente al martirio de los primeros santos. Otra de las idiosincrasias de la obra es la aparente transexualidad de las figuras femeninas, que aparecen total o parcialmente desnudas con órganos sexuales masculinos. Esta supuesta transexualidad se debe a que Darger nunca mantuvo relaciones sexuales, por miedo a copular con su hermana dada en adopción, con lo cual nunca supo bien cómo era el aparato sexual femenino.
Gran parte de la fascinación por la obra de Darger viene dada por sus brutales imágenes de violencia contra niños,[cita requerida] lo cual ha llevado a algunos a especular con que Darger sublimaba de esta forma violentas pulsiones.[cita requerida] Sin embargo muchos otros opinan que simplemente expresaba el dolor de los abusos sufridos y observados en sí mismo y otros en el hospicio donde vivió como niño y que fue objeto de escándalo tras una investigación ocurrida poco después de que lo abandonara.[cita requerida]
En 1968, Darger escribió The History of My Life, un libro que dedica 206 páginas a explorar sus frustraciones infantiles tras lo cual dedica las siguientes 4.672 a contar la historia de un tornado llamado Sweetie Pie, que destruye un pueblo entero.